# Föderalismusreform II
Die Föderalismusreform II ist eine Änderung des Grundgesetzes, die die Beziehungen zwischen Bund und Ländern betrifft. Sie wurde 2009 vom Deutschen Bundestag und Bundesrat mit der notwendigen Zweidrittelmehrheit beschlossen und trat am 1. August 2009 in Kraft.
Nach der ersten Stufe der Föderalismusreform im September 2006, die in erster Linie die klarere Zuordnung von Kompetenzen zu Bund und Ländern zum Ziel hatte, stand bei der zweiten Stufe eine Reform der staatlichen Finanzbeziehungen im Vordergrund. Die Zustimmung der FDP zu den Ergebnissen der Föderalismusreform 2006, deren Stimmen für eine bei Grundgesetzänderungen vorgeschriebene Zweidrittelmehrheit notwendig waren, war daran geknüpft worden, dass entsprechende Schritte für eine nachhaltige Entwicklung der öffentlichen Haushalte in Bund und Ländern unternommen werden. Auch in der Sache war eine Reform durchaus geboten; die letzte „Große Finanzreform“ datierte fast vierzig Jahre zurück (1967) und stellte eine Modernisierung auf keynesianischer Grundlage dar, die 2007 von vielen nicht mehr als zeitgemäß empfunden wurde.

## Verfahren und Ablauf
Am 14./15. Dezember 2006 setzten Bundestag und Bundesrat mit gleichlautenden Beschlüssen die „Kommission zur Modernisierung der Bund-Länder-Finanzbeziehungen“ zur Ausarbeitung einer Föderalismusreform II ein. Bundestag und Bundesrat waren gleich stark vertreten mit jeweils 16 Mitgliedern und 16 stellvertretenden Mitgliedern. Vier der Mitglieder auf Seiten des Bundestags gehörten der Bundesregierung an (die Bundesjustizministerin, der Bundesminister des Innern, der Bundesfinanzminister und der Chef des Bundeskanzleramtes); auf Länderseite waren es 13 Ministerpräsidenten und, im Falle von Rheinland-Pfalz, Brandenburg und Thüringen, die jeweilige Finanzministerin bzw. der Finanzminister. Vier Vertreter der Landtage, ein Landtagspräsident und jeweils ein Fraktionsvorsitzender von SPD, FDP und Bündnis 90/Die Grünen nahmen mit Rede- und Antragsrecht teil, verfügten aber nicht über ein Stimmrecht. Drei Vertreter der kommunalen Spitzenverbände waren Mitglieder – in der ersten Reform waren sie noch lediglich als „ständige Gäste“ eingestuft worden, da die Kommunen im deutschen Staatswesen nicht als eigene, dritte staatliche Ebene angesehen werden – und bekamen Rederecht. Zu Vorsitzenden der Kommission wurden für den Bundestag der SPD-Fraktionsvorsitzende Peter Struck und für den Bundesrat der damalige baden-württembergische Ministerpräsident Günther Oettinger gewählt. Ihre Vertreter waren der FDP-Bundestagsabgeordnete Ernst Burgbacher und Jens Böhrnsen, seinerzeit Bürgermeister und Präsident des Senats von Bremen. Die Kommission konstituierte sich am 8. März 2007. Sie hatte den Auftrag, Vorschläge zur Modernisierung der Bund-Länder-Finanzbeziehungen mit dem Ziel zu erarbeiten, diese den veränderten Rahmenbedingungen innerhalb und außerhalb Deutschlands insbesondere für Wachstums- und Beschäftigungspolitik anzupassen. Die Vorschläge sollten dazu führen, „die Eigenverantwortung der Gebietskörperschaften und ihre aufgabenadäquate Finanzausstattung zu stärken“.
Dem Einsetzungsbeschluss war eine sogenannte „offene Themenliste“ beigefügt:
1. Haushaltswirtschaft; Vorbeugung von Haushaltskrisen:
- Etablierung eines Frühwarnsystems (z. B. Aufwertung des Finanzplanungsrates) zur Erkennung und Bekämpfung von Haushaltskrisen
- Entwicklung materieller Kriterien zulässiger Verschuldung (Einführung von Verschuldungsgrenzen und „Schuldenbremsen“), Änderung von Art. 109 und 115 GG zur Vermeidung von Haushaltsnotlagen
- Schaffung eines geeigneten Instrumentariums zur Durchsetzung dieser Kriterien (Anreizsysteme, Sanktionen, Gläubigerbeteiligung an Kosten einer Finanzkrise)
- Ausgleich von Strukturunterschieden zwischen den Ländern
- Schaffung vergleichbarer Datengrundlagen

2. Bewältigung bestehender Haushaltskrisen – Entwicklung von Konzepten zur Sanierung und erweiterten Autonomie (insbesondere unter Berücksichtigung der Vorgaben des Bundesverfassungsgerichts)
3. Aufgabenkritik und Standardsetzung
4. Entbürokratisierung und Effizienzsteigerung:
- Aufgabenentflechtungen im Bereich der öffentlichen Verwaltung
- Ebenenübergreifende Bündelung von Verwaltungsaufgaben
- Einführung von IT-Standards und -systemen
- Vereinfachung länderübergreifender Regelungen

5. Stärkung der aufgabenadäquaten Finanzausstattung, u. a. Abarbeitung Prüfauftrag für 2008 aus Finanzausgleichsgesetz
6. Stärkung der Eigenverantwortung der Gebietskörperschaften
7. Verstärkte Zusammenarbeit und Möglichkeiten zur Erleichterung des freiwilligen Zusammenschlusses von Ländern
8. Bündelung fachpolitischer Leistungen und Auswirkungen auf die Bund-Länder-Finanzbeziehungen
9. Sonstiges
Nach einer Phase der Verständigung über den Auftrag und die Sichtung von Materialien innerhalb der Kommission und unter Einbezug zahlreicher Sachverständiger, die auf zwei Anhörungen Gelegenheit zu umfangreichen Stellungnahmen hatten, verlagerte sich der Schwerpunkt der Arbeit relativ schnell auf eine Reform der Regeln zur Neuverschuldung. Vor dem Hintergrund ständig wachsender Staatsschulden – zum Zeitpunkt der Verhandlungen rund 1,5 Billionen € – wurde das Wachstums- und Stabilitätsgesetz aus dem Jahr 1967 immer weniger als zeitgemäß und problemadäquat empfunden.
Im Februar 2008 legte der Bundesfinanzminister im Namen der Bundesregierung ein Papier über „Notwendigkeit und Inhalt einer Schuldenregelung im Grundgesetz“ vor, das an den Europäischen Stabilitäts- und Wachstumspakt angelehnt war (close-to-balance-Grundsatz/KDrs. 96). Damit war die Abkehr von dem bisherigen Ansatz zur Schuldenbegrenzung – die Orientierung an den Investitionen – vollzogen; die weiteren Beratungen dazu bewegten sich nur noch im Rahmen der gemeinschaftsrechtlichen Prinzipien. Vorgesehen war im Vorschlag eine Höchstgrenze für die jährliche strukturelle Neuverschuldung im Betrag von 0,5 % des Bruttoinlandsprodukts; dem Bund sollten dabei als Neuverschuldungsspielraum 0,35 % des BIP zustehen, den Ländern 0,15 %. Daneben sollten eine konjunkturelle Verschuldungskomponente und eine Ausnahmeregelung für Katastrophen erlaubt sein.
Die anschließenden Verhandlungen verliefen äußerst kontrovers; insbesondere, weil die Ausgangssituation der Länder zur Einführung von neuen und strikteren Schuldengrenzen als sehr unterschiedlich angesehen wurde, auch unter den Ländern selber. Die Länder Bremen, Saarland und Schleswig-Holstein machten geltend, dass sie sich nicht in der Lage sähen, ihre Haushalte so strikten Regelungen zu unterwerfen und forderten eine Altschuldenhilfe, während finanzstarke Länder ihren Beitrag zum Länderfinanzausgleich schon unter den bisherigen Rahmenbedingungen als mehr als ausreichend ansahen, und sich bei der Erreichung ihres politischen Ziels ausgeglichener Landeshaushalte nicht zusätzlich belasten lassen wollten. In einer eigens eingerichteten Arbeitsgruppe Haushaltsanalyse wurden die Haushalte dieser drei Länder vom Bundesministerium der Finanzen sowie den Ländern Bayern und Berlin einer genauen Prüfung unterzogen. Die Arbeitsgruppe konnte sich jedoch trotz umfangreicher Materialien zum Vergleich der Länderhaushalte nicht auf ein gemeinsames Resümee verständigen (KDrs. 102). Im Bereich der Steuerverwaltung konnten sich Bund und Länder nicht über eine Konzentration der Verwaltung beim Bund einigen, und auch in Bezug auf die Reform der gesamtstaatlichen IT-Verwaltung und – Steuerung blieben zwischen Bund und Ländern viele Fragen offen. Daraufhin wurden über den Sommer 2008 mehrere Projektgruppen zur Erarbeitung von Reformvorschlägen im Bereich von Verwaltung und Finanzen eingesetzt. Aber im Herbst 2008 wurden nicht, wie ursprünglich vorgesehen, deren Ergebnisse diskutiert, die Verhandlungen gerieten durch den Ausbruch der Finanzmarktkrise ins Stocken. Sie wurden erst im Januar 2009 wieder aufgenommen, dann aber sehr zügig zu Ende geführt; im März 2009 lagen die Ergebnisse vor (KDrs. 174).
Es folgten Änderungen der Art. 91c, 91d, 104b, 109, 109a, 115, 143d GG und entsprechende Begleitgesetze.

## Beschlüsse

### Einführung neuer Schuldengrenzen
(Art. 109 GG, Art. Art. 115 GG / Artikel 115-Gesetz, Konsolidierungshilfengesetz, Stabilitätsratsgesetz)
Grundsätzlich sind die Haushalte von Bund und Ländern ohne Einnahmen aus Krediten auszugleichen. Ausnahmen des Kreditaufnahmeverbots für Bund und Länder sind eingeschränkt zugelassen:
- bei einer von der Normallage abweichenden Konjunkturentwicklung. Kreditaufnahmen können im Abschwung dann zugelassen werden, wenn sie im Aufschwung zurückgeführt werden („konjunkturelle Komponente“). Der Bund muss dazu ein Kontrollkonto einführen.
- in Fällen von Naturkatastrophen oder außergewöhnlichen Notsituationen, wenn gleichzeitig entsprechende Tilgungsregelungen vorgesehen werden. Ob eine solche Situation vorliegt, wird für den Bund mit einer Mehrheit des Bundestages entschieden.

Für den Haushalt des Bundes ist es darüber hinaus zulässig, Einnahmen aus Krediten bis zur Höhe von 0,35 % des Bruttoinlandsprodukts (BIP) jährlich in Anspruch nehmen zu können („strukturelle Komponente“ - Art. 109 Abs. 3 Satz 4 und Art. 115 GG).
Für die Länder ist eine strukturelle Komponente nicht vorgesehen; sie dürfen ab 2020 keine Einnahmen aus Krediten mehr einstellen. Die nähere Ausgestaltung davon regeln die Länder selber im Rahmen ihrer verfassungsrechtlichen Kompetenzen.
Die Schuldengrenzen der Gemeinden unterliegen dem neuen Recht nicht bzw. nur indirekt; die Länder haben im Rahmen der jeweiligen Landesverfassung die Verantwortung für die korrekte Haushaltsführung des Landes insgesamt.
Diese Neuregelungen in Art. 109 und 115 GG beginnen im Haushaltsjahr 2011. Die Einhaltung der Vorgabe des ausgeglichenen Haushalts ist für den Bund ab dem Jahr 2016 zwingend vorgesehen, für die Länder ab dem Jahr 2020 (Übergangsregelung in Art. 143d Abs. 1 GG). Die fünf finanzschwächsten Länder erhalten bis 2019 eine sogenannte „Konsolidierungshilfe“ in Höhe von 800 Mio. Euro jährlich, insgesamt also 7,2 Mrd. € (Bremen 300 Mio. €, Saarland 260 Mio. €, Berlin, Sachsen-Anhalt und Schleswig-Holstein jeweils 80 Mio. € jährlich). Die Finanzierung dieser Hilfen tragen Bund und Länder hälftig. Voraussetzung für die Gewährung der Hilfen ist die Einhaltung eines Konsolidierungspfades, der die betreffenden Länder in die Lage versetzt, ihre Haushalte in zehn Schritten bis spätestens 2020 auszugleichen und anschließend die neue Schuldenregelung einzuhalten. Also soll ein Zehntel des strukturellen Finanzierungsdefizits des Jahres 2010 mindestens jährlich eingespart werden. Die Einhaltung davon wird jedes Jahr geprüft; bei Nichteinhalten wird die Konsolidierungshilfe ersatzlos gestrichen.  Das Nähere hierzu soll bilateral durch Verwaltungsvereinbarungen zwischen dem Bund und den einzelnen Empfängerländern konkret vereinbart werden (Art. 143d Abs. 2 und 3 GG sowie Ausführungsgesetz zu Art. 143d GG); diese Verwaltungsvereinbarungen sind noch nicht abgeschlossen.
Zur Vermeidung von zukünftigen Haushaltsnotlagen wurde zugleich die Einführung eines kooperativen Frühwarnsystems vereinbart. Der Stabilitätsrat, dem die Finanzminister von Bund und Ländern sowie der Bundesminister für Wirtschaft und Technologie angehören, soll als Nachfolgeeinrichtung des 2010 abgeschafften Finanzplanungsrates, dem – anders als beim Stabilitätsrat der Fall – auch kommunale Vertreter angehörten, die Haushaltsführung von Bund und Ländern überwachen. Er kontrolliert auch die Konsolidierungsfortschritte der fünf Länder, die Zinshilfen erhalten, und veranlasst ggf. die vorgesehenen Sanktionen.
Im Zusammenhang mit den Neuregelungen in Art. 109 und 115 GG wurden auch die öffentlichen Finanzhilfen des Bundes reformiert.
Die Änderung von Art. 104b GG im Zuge der ersten Stufe der Föderalismusreform hatte die Möglichkeit zur Gewährung von Finanzhilfen des Bundes allein auf die Bereiche beschränkt, in denen ausschließlich dem Bund Gesetzgebungsbefugnisse zustehen. Im Prozess der konjunkturpolitischen Bekämpfung der Finanzmarkt- und Wirtschaftskrise 2009 (Investitionszulagengesetz) wurde deutlich, wie sehr die Möglichkeiten der Finanzierung in die Länder dadurch eingeschränkt werden. Beispielsweise musste auf mögliche und notwendige Sanierungsmaßnahmen von Bildungseinrichtungen verzichtet werden (Bildung liegt in der Kompetenz der Länder) oder mussten diese deshalb auf ihren Beitrag zur energetischen Sanierung hin umgedeutet werden (Energiepolitik liegt in der Kompetenz des Bundes: Die Gesetzgebungskompetenz des Bundes ergibt sich aus Art. 74 Abs. 1 Nr. 24 GG (Luftreinhaltung) und Art. 74 Abs. 1 Nr. 29 GG (Naturschutz)). Deshalb hat die Kommission beschlossen, diese Beschränkung mindestens für den Sonderfall einer Naturkatastrophe oder einer außergewöhnlichen Notsituation aufzuheben. Damit soll sichergestellt werden, dass die zur Bewältigung solcher Notsituationen erforderlichen Programme zur Belebung der Investitionstätigkeit der öffentlichen Hand mit Unterstützung des Bundes in allen Investitionsbereichen durchgeführt werden können.

### Steuern
In der Steuerverwaltung wurde das vom Bund angestrebte Ziel, eine einheitliche und zentrale Steuerverwaltung beim Bundesministerium der Finanzen, nicht erreicht, wohl aber Verbesserungen im Vollzug:
- Es wurden die Mitwirkungsrechte des Bundeszentralamts für Steuern an Außenprüfungen gestärkt und die Möglichkeit seines Datenzugriffs auf Steuerdaten der Länder verbessert;
- das Bundesministerium der Finanzen kann mit den obersten Finanzbehörden der Länder Vollzugsziele vereinbaren (Controlling);
- das Steuerabzugsverfahren für beschränkt Steuerpflichtige wird beim Bundeszentralamt für Steuern zentralisiert.[7]

Die Kompetenz für die Versicherungsteuer, bis dahin Bundessteuer, die von den Ländern verwaltet wurde, wurde auf den Bund übertragen und Überschneidungen mit der Feuerschutzsteuer bereinigt.

### Gesetz über die Verbindung der informationstechnischen Netze des Bundes und der Länder
Eine weitere wichtige Änderung ist die verbesserte Verwaltungszusammenarbeit im Bereich der Informationstechnik mit dem Ziel, die bestehende, historisch gewachsene Aufsplitterung der Zuständigkeiten zu überwinden, Doppelstrukturen zu beseitigen und eine sichere, effektive und kostengünstige IT-Infrastruktur in der öffentlichen Verwaltung zu erreichen.
Der hierzu neu in das GG eingefügte Art. 91c GG sieht vor, dass Bund und Länder in IT-Angelegenheiten bei der Planung, Errichtung und dem Betrieb zusammenwirken sollen und gemeinsame Interoperabilitäts- und Sicherheitsstandards für die gesamte deutsche Verwaltung beschließen können. Der Bund erhält die Kompetenz, ein Bund-Länder-Verbindungsnetz zu errichten und zu betreiben. Die Einzelheiten wurden in einem zwischen Bund und Ländern in der Föderalismusreform-Kommission ausgehandelten Staatsvertrag geregelt, der inzwischen unterzeichnet wurde; für das IT-Verbindungsnetz hingegen haben Bundestag und Bundesrat die näheren Einzelheiten durch ein mit der Föderalismusreform verabschiedetes Gesetz zur Ausführung von Artikel 91c Absatz 4 des Grundgesetzes (IT-NetzG) geregelt. Diese Ergänzung des Art. 91c GG dürfte die weltweit erste Infrastrukturregelung für die Informationstechnik mit Verfassungsrang sein.

### Leistungsvergleiche
Leistungsvergleiche (Benchmarking) in der öffentlichen Verwaltung wurden in der Kommission auf Wunsch der Bundesseite, aber durchaus kontrovers diskutiert. Von keiner Seite in Frage gestellt wurde, dass sie hilfreiche Instrumente zur Verwaltungsmodernisierung darstellen und weiter entwickelt werden müssen. Das Bundesverfassungsgericht hat im Urteil zur Klage Berlins auf Anerkennung einer extremen Haushaltsnotlage im Oktober 2006 deutlich darauf hingewiesen, dass eine Vergleichbarkeit der Haushaltsdaten von Bund und Ländern gegenwärtig nicht ausreichend gegeben ist. Bund, Länder und Kommunen führen auf den verschiedensten Ebenen Benchmark-Vergleiche durch und arbeiten an Verbesserungen. Streitpunkt war aber der Grad der Verbindlichkeit von Benchmark-Studien und die Frage, wer die Steuerung entsprechender Prozesse in der Hand hätte. Die Kommission hat sich darauf geeinigt, mit einem neuen Art. 91d GG eine verfassungsrechtliche Bestimmung für ein freiwilliges Zusammenwirken von Bund und Ländern bei Leistungsvergleichen in der Verwaltung zu schaffen in der Erwartung, dadurch die Bereitschaft zur Durchführung solcher Vergleiche in Deutschland zu fördern. An der Umsetzung dieser Verfassungsänderung wird noch gearbeitet.

### Bundeskrebsregisterdatengesetz
Das Bundesministerium für Gesundheit hatte in die Föderalismuskommission einen Entwurf für ein Bundeskrebsregisterdatengesetz (BKRG) eingebracht. Dieses Register war lange Zeit unter Bund und Ländern umstritten, allerdings nicht als solches, sondern vielmehr stand auch hier die Frage nach der Zuständigkeit im Vordergrund. Die Länder hatten bis dato solche Register jeweils in eigener Autonomie geführt. Am 29. Mai 2009 schließlich beschloss der Bundestag das Bundeskrebsregisterdatengesetz, das das Zentrum für Krebsregisterdaten stärkt und den klinischen Krebsregistern formell eine offizielle Rolle in der Krebsregistrierung zuweist.

## Kritik
Die Reform der Bund-Länder-Finanzbeziehungen ist von zahlreichen Seiten kritisiert worden. Der erste Kritiker, der sich zu Wort gemeldet hat, war der Vorsitzende der Kommission, Peter Struck, selbst, der bei der Präsentation der Ergebnisse darauf hinwies, dass die Verfassungsästhetik durch viele kleinteilige Regelungen gelitten hätte und der zweiten Stufe der Reform in jedem Fall eine dritte folgen müsse, die sich die Neugliederung der Länder zum Ziel setze.
Die neue Schuldengrenze wird auch grundsätzlich durchaus heftig kritisiert, u. a. generell wegen des Übergangs auf das close-to-balance-Prinzip, der Nettonullverschuldung für die Länder (keine strukturelle Verschuldungskomponente) sowie der Einschränkung der Rechte der Landtage durch Art. 109 GG. Der Landtag Schleswig-Holstein hat aus diesem Grund im Februar 2010 eine Klage beim Bundesverfassungsgericht eingereicht, die jedoch am 19. August 2011 vom BVerfG aus formalen Gründen abgewiesen wurde.